# Leo Bei (Kostümbildner)
Leo Albert Bei (* 9. November 1918 in Wien, Österreich; † 24. September 2005 ebenda) war ein österreichischer Kostümbildner bei Film und Theater. Er war der Vater des Musikers Leo Bei.

## Leben und Wirken
Bei war der Sohn des in den 40er Jahren häufig für Gustav Ucicky arbeitenden, Ende April 1959 im Alter von 72 Jahren gestorbenen Kostümbildners Albert Bei (Heimkehr, Schrammeln, Das Herz muß schweigen), dessen Ehefrau Leopoldine (gestorben 1975 im Alter von 83 Jahren) und der Vater des gleichnamigen Musikers (* 1958). Seine Eltern gründeten noch während der österreichischen Monarchie eine der führenden Kostümwerkstätten Wiens. Dr. Leo Bei hatte nach einer Ausbildung zum Damenschneider ein Hochschulstudium in Rechtswissenschaften abgeschlossen, als er kurz nach Ende des Zweiten Weltkriegs zum heimischen Film stieß und unter der Leitung seines Vaters 1947 bei Ucickys Singende Engel debütierte. 
Seit Beginn der 50er Jahre entwarf Leo Bei regelmäßig Kostüme für österreichische Filme, mehrfach in Zusammenarbeit mit der renommierten Kollegin Gerdago, mit der er eine große Anzahl von aufwändigen Roben für Historien- und Musikfilme gestaltete, darunter Mädchenjahre einer Königin, Die Deutschmeister, Opernball, Sissi – Die junge Kaiserin, Sissi – Schicksalsjahre einer Kaiserin, Der Kaiser und das Wäschermädel und Das Dreimäderlhaus.
Zu Beginn der 60er Jahre wurde Bei auch für in Österreich entstandene US-Produktionen der Walt Disney Company verpflichtet, nach 1963 wandte er sich vom Film weitgehend ab und betreute kostümtechnisch nur noch zwei für das Fernsehen aufbereitete, ambitionierte Bühneninszenierungen: die Oper Fidelio und die Opernfassung von Mérimées Carmen. Bei Fidelio kooperierte Leo Bei mit Leonard Bernstein. Ansonsten widmete er sich ganz der Theaterarbeit: Er war Leiter des Kostümwesens der Österreichischen Bundestheater Holding, sowie von 1977 bis 1980 Betriebsdirektor und stellvertretender Direktor des Burgtheaters. 1996 erhielt Bei die Ehrenmedaille des Filmarchiv Austria. Bis 2001 war Bei als Kostümbildner aktiv, zuletzt entwarf er Kostüme zu Carlo Goldonis Il Campiello für die Sommerspiele Perchtoldsdorf.
Leo Bei starb Ende September 2005 in seiner Heimatstadt und wurde am 11. Oktober 2005 auf dem Wiener Zentralfriedhof bestattet.

## Filmografie
- 1946: Die Welt dreht sich verkehrt
- 1947: Singende Engel
- 1951: Wien tanzt
- 1951: Hallo Dienstmann
- 1952: Abenteuer in Wien
- 1952: 1. April 2000
- 1953: Der Feldherrnhügel
- 1953: Du bist die Welt für mich
- 1954: Der Zarewitsch
- 1954: Mädchenjahre einer Königin
- 1955: Die Deutschmeister
- 1955: Zwei Herzen und ein Thron
- 1956: Sonnenschein und Wolkenbruch
- 1956: Rosemarie kommt aus Wildwest
- 1956: Opernball
- 1956: Sissi – Die junge Kaiserin
- 1957: Wer die Heimat liebt
- 1957: Der schönste Tag meines Lebens
- 1957: Der König der Bernina
- 1957: Sissi – Schicksalsjahre einer Kaiserin
- 1957: Der Kaiser und das Wäschermädel
- 1957: Scherben bringen Glück
- 1958: Der veruntreute Himmel
- 1958: Das Dreimäderlhaus
- 1959: Gitarren klingen leise durch die Nacht
- 1960: Schicksals-Sinfonie (The Magnificent Rebel)
- 1961: Ein Gruß aus Wien
- 1962: Flucht der weißen Hengste
- 1963: Liebe im 3/4-Takt
- 1963: Emil und die Detektive
- 1978: Fidelio (Fernsehproduktion)
- 1978: Carmen (Fernsehproduktion)

## Theaterarbeit
Leo Bei entwarf unter anderem Kostüme für
- das Burgtheater
- die Wiener Staatsoper
- das Theater in der Josefstadt
- der Mailänder Scala
- die Wiener Festwochen

## Werke
- Leo Bei, Oskar Pausch, Alice M. Schlesinger: Hundert schönste Kostüme, Wien 1996, ISBN 3-205-98672-5
- Kostüm Mantel des Boris (Wien, Österreichisches Theatermuseum), 1976 für die Oper Boris Godunow an der Wiener Staatsoper
- Michael Fritthum: Schnittmuster eines Lebens. Entwicklung, Werk und Erkenntnisse des Kostümbildners Leo Bei. 2 Bd., Wien, Univ., Diss., 2004.